# Zdravstvena fakulteta v Ljubljani
Zdravstvena fakulteta (kratica ZF) je fakulteta, ki je članica Univerze v Ljubljani.
Trenutna dekanja je izr. prof. dr. Martina Oder.

## Zgodovina
Izobraževanje za zdravstvene delavce je potekalo na različnih nivojih in v različnih institucijah. Tako so se izobraževali zdravniki, stomatologi, medicinske sestre, fizioterapevti, delovni terapevti, babice, sanitarni inženirji, inženirji radiologije, inženirji ortopedske tehnike.
Zdravniki in stomatologi oz. Fakulteta za splošno medicino in Fakulteta za stomatologijo se združita leta 1954 v  Medicinsko fakulteto.
Leta 1962 je bila z zakonom ustanovljena (preimenovana) Višja šola za zdravstvene delavce (kratica VŠZD), s programi za medicinske sestre, fizioterapevte in inženirje radiologije, 2 leti kasneje se priključijo še ostali programi, in sicer: sanitarni inženirji, delovni terapevti, inženirji ortopedske tehnike.
Leta 1975 postane Višja šola za zdravstvene delavce (VŠZD) integralni del Univerze v Ljubljani. Leta 1993 Zakon o visokem šolstvu uvede Visoko šolo za zdravstvo, ki je članica Univerze v Ljubljani.
Na Visoki šoli za zdravstvo (VŠZ), izvajajo 7 visokošolsko strokovnih študijskih programov. Od leta 1983 se zavzemajo za fakultetni študij, na kar leta 1993 organizirajo univerzitetni študijski program zdravstvene vzgoje (idejno mišljen zdravstvene nege) s Pedagoško fakulteto. V študij Zdravstvene vzgoje sta se vpisali dve redni in dve izredni generaciji, študijski program je bil kasneje prekinjen.
25.3.2008 so senatorji ljubljanske Univerze soglašali s preoblikovanjem Visoke šole za zdravstvo v Zdravstveno fakulteto, akt o ustanovitvi nove fakultete mora potrditi še Svet za visoko šolstvo.
09.06.2008 Senat za akreditacijo pri Ministrstvu za visoko šolstvo, znanost in tehnologijo potrdi preoblikovanje Visoke šole za zdravstvo Univerze v Ljubljani v Zdravstveno fakulteto Univerze v Ljubljani. 5. marca 2009 preoblikovanje potrdi Državni zbor Republike Slovenije, akt začne veljati naslednji dan po objavi v Uradnem listu RS to je 9.3.2009.
V študijskem letu 2010/2011 bodo izvajali različne študijske programe 1. bolonjske stopnje (visokošolske strokovne in univerzitetni program) iz različnih področij zdravstva. Dva od njih sta usklajena z Evropsko direktivo o reguliranih poklicih, to sta študijska programa zdravstvene nege in babištva. V letošnjem študijskem letu bodo izvajali tudi tri programe 2. stopnje, in sicer iz radiološke tehnologije,  zdravstvene nege in fizioterapije

## Organizacija
Oddelki:
- Oddelek za babištvo
- Oddelek za delovano terapijo
- Oddelek za fizioterapijo
- Oddelek za ortopedsko tehniko
- Oddelek za protetiko
- Oddelek za radiološko tehnologijo
- Oddelek za sanitarno inženirstvo
- Oddelek za zdravstveno nego

Katedre:
- Katedra za fizioterapijo
- Katedra za biomedicino v zdravstvu
- Katedra za zdravstveno nego
- Katedra za fiziološko kemijo, prehrano in dietetiko
- Katedra za ortotiko in protetiko
- Katedra za zdravstveno ekologijo in nadzorstvo
- Katedra za delovno terapijo
- Katedra za zdravstveno vzgojo
- Katedra za radiološko tehnologijo
- Katedra za biomehaniko
- Katedra za družbene vidike zdravja in zdravstva
- Katedra za področje javnega zdravstva
- Katedra za mikrobiologijo
- Katedra za babištvo

Center za vseživljenjsko učenje
Raziskovalni inštitut

## Študij
Članica izvaja različne študijske programe
- Študijski program Babištvo:
- Stopnja izobrazbe: 1. bolonjska stopnja - Visoka strokovna izobrazba
- Strokovni naslov: *diplomirana babica (kratica: dipl. bab.) (ž); diplomirani babičar (kratica: dipl bab.) (m)

- Študijski program Delovna terapija:
- Stopnja izobrazbe: 1. bolonjska stopnja - Visoka strokovna izobrazba
- Strokovni naslov: *diplomirana delovna terapevtka (kratica: dipl. del. ter.) (ž); diplomirani delovni terapevt (kratica: dipl. del. ter.) (m)

- Študijski program Fizioterapija:
- Stopnja izobrazbe: 1. bolonjska stopnja - Visoka strokovna izobrazba
- Strokovni naslov: *diplomirani fizioterapevtka (kratica: dipl. fiziot.) (ž); diplomirani fizioterapevt (kratica: dipl. fiziot.) (m)

- Študijski program Ortopedska tehnika:
- Stopnja izobrazbe: 1. bolonjska stopnja - Visoka strokovna izobrazba
- Strokovni naslov: *diplomirana inženirka ortotike in protetike (kratica: dipl. inž. ort. in prot.) (ž); diplomirani inženir ortotike in protetike (kratica: dipl. inž. ort. in prot.)  (m)

- Študijski program Radiološka tehnologija:
- Stopnja izobrazbe: 1. bolonjska stopnja - Visoka strokovna izobrazba
- Strokovni naslov: *diplomirana inženirka radiološke tehnologije (kratica: dipl. inž. rad. tehn.) (ž); diplomirani inženir radiološke tehnologije (kratica: dipl. inž. rad. tehn.) (m)

- Študijski program Sanitarno inženirstvo:
- Stopnja izobrazbe: 1. bolonjska stopnja - univerzitetna
- Strokovni naslov: *univerzitetno diplomirana sanitarna inženirka (kratica: dipl. san. inž. (UN)) (ž); univerzitetno diplomirani sanitarni inženir kratica: dipl. san. inž. (UN)) (m)

- Študijski program Zdravstvena nega:
- Stopnja izobrazbe: 1. bolonjska stopnja - Visoka strokovna izobrazba
- Strokovni naslov: *diplomirana medicinska sestra (kratica : dipl. m. s.) (ž); diplomirani zdravstvenik (kratica: dipl. zn.) (m)

- Študijski program Laboratorijska zobna protetika:
- Stopnja izobrazbe: 1. bolonjska stopnja - Visoka strokovna izobrazba
- Strokovni naslov: *diplomirana laboratorijska zobna protetičarka (kratica : [[dipl. lab. zob. prot.) (ž);  *diplomirani laboratorijski zobni protetik (kratica : [[dipl. lab. zob. prot.) (m);

- Študijski program Radiološka tehnologija:
- Stopnja izobrazbe: 2. bolonjska stopnja - strokovni magisterij
- Strokovni naslov: *magistra inženirka radiološke tehnologije (kratica: mag. inž. rad. tehn.) (ž); magister inženir radiološke tehnologije (kratica: mag. inž. rad. tehn.) (m)
- Študijski program Fizioterapija
- Stopnja izobrazbe: 2. bolonjska stopnja - strokovni magisterij
- Strokovni naslov: *magister fizioterapije (kratica: mag. fiziot.) (ž): magistrica fizioterapije (kratica: mag.fiziot.)
- Študijski program zdravstvena nega:
- Stopnja izobrazbe: 2. bolonjska stopnja - strokovni magisterij
- Strokovni naslov: *magistra zdravstvene nege (kratica: mag. zdr. neg.) (ž); magister zdravstvene nege (kratica: mag. zdr. neg.) (m)